# Amata poluydamon
Amata poluydamon là một loài bướm đêm thuộc phân họ Arctiinae, họ Erebidae.